# Coupe d'Europe des lancers 2019
Navigation
Édition précédente Édition suivante
La 19e édition de la coupe d’Europe des lancers (en anglais : European Throwing Cup), se déroule à Šamorín, en Slovaquie, les 9 et 10 mars 2019.

## Podiums

### Seniors
| Épreuve           | Or                                 | Argent                               | Bronze                       |
| ----------------- | ---------------------------------- | ------------------------------------ | ---------------------------- |
| Lancer du poids   | Francisco Belo (POR) 20,97 m (=PB) | Maksim Afonin 20,61 m                | Bob Bertemes (LUX) 20,55 m   |
| Lancer du disque  | Philip Milanov (BEL) 62,63 m       | Christoph Harting (GER) 62,61 m (SB) | Martin Kupper (EST) 62,11 m  |
| Lancer du marteau | Quentin Bigot (FRA) 78,14 m (WL)   | Mihaíl Anastasákis (GRE) 76,38 m     | Yevgeniy Korotovskiy 76,33 m |
| Lancer du javelot | Matija Kranjc (SVN) 76,17 m (SB)   | Norbert Rivasz-Tóth (HUN) 76,11 m    | Mauro Fraresso (ITA) 75,00 m |

| Épreuve           | Or                                      | Argent                         | Bronze                           |
| ----------------- | --------------------------------------- | ------------------------------ | -------------------------------- |
| Lancer du poids   | Fanny Roos (SWE) 18,44 m                | Dimitriana Surdu (MDA) 17,99 m | Anita Márton (HUN) 17,85 m       |
| Lancer du disque  | Shanice Craft (GER) 59,79 m             | Nadine Müller (GER) 59,74 m    | Irina Rodrigues (POR) 58,05 m    |
| Lancer du marteau | Hanna Malyshik (BLR) 74,95 m (WL)       | Joanna Fiodorow (POL) 73,22 m  | Iryna Klymets (UKR) 72,53 m (SB) |
| Lancer du javelot | Tatsiana Khaladovich (BLR) 65,89 m (WL) | Christin Hussong (GER) 65,47 m | Eda Tuğsuz (TUR) 64,83 m (SB)    |

### Espoirs
| Épreuve           | Or                                    | Argent                              | Bronze                               |
| ----------------- | ------------------------------------- | ----------------------------------- | ------------------------------------ |
| Lancer du poids   | Giorgi Mujaridze (GEO) 20,27 m (CR)   | Aleh Tamashevich (BLR) 19,38 m      | Alperen Karahan (TUR) 18,47 m (PB)   |
| Lancer du disque  | Kristjan Čeh (SVN) 62,90 m (NUR)      | Yauheni Bahutski (BLR) 61,28 m (PB) | Ruslan Valitov (UKR) 55,93 m         |
| Lancer du marteau | Mykhaylo Kokhan (UKR) 76,68 m (PB)    | Bence Halász (HUN) 75,41 m (SB)     | Aliaksandr Shymanovich (BLR) 72,36 m |
| Lancer du javelot | Aliaksei Katkavets (BLR) 82,45 m (WL) | Cyprian Mrzygłód (POL) 79,41 m      | Alexandru Novac (ROU) 78,74 m (SB)   |

| Épreuve           | Or                                | Argent                             | Bronze                                      |
| ----------------- | --------------------------------- | ---------------------------------- | ------------------------------------------- |
| Lancer du poids   | Jorinde van Klinken (NED) 16,38 m | Violetta Veiland (HUN) 15,81 m     | Ashley Bologna (FRA) 15,50 m                |
| Lancer du disque  | Marija Tolj (CRO) 57,76 m         | Vanessa Kamga (SWE) 57,73 m        | Jorinde van Klinken (NED) 55,86 m           |
| Lancer du marteau | Sofiya Palkina \| 69,18 m         | Nastassia Maslava (BLR) 68,13 m    | Beatrice Nedberge Llano (NOR) 67,89 m (NUR) |
| Lancer du javelot | Sara Zabarino (ITA) 58,62 m (NUR) | Aliaksandra Konshyna (BLR) 55,27 m | 53,50 m (NUR)                               |

## Résultats

### Lancer du poids
| Rang               | Athlète                 | Marque | Note | 1     | 2     | 3     | 4     | 5     | 6     |
| ------------------ | ----------------------- | ------ | ---- | ----- | ----- | ----- | ----- | ----- | ----- |
| Médaille d'or      | Francisco Belo (POR)    | 20.97  | PB   | 19.60 | 20.23 | 20.97 | 20.89 | X     | 20.36 |
| Médaille d'argent  | Maksim Afonin (ANA)     | 20.61  |      | X     | 20.60 | X     | 20.02 | 19.87 | 20.61 |
| Médaille de bronze | Bob Bertemes (LUX)      | 20.55  |      | 19.59 | X     | X     | 20.55 | X     | X     |
| 4                  | Jakub Szyszkowski (POL) | 20.14  |      | 18.99 | 19.82 | X     | 20.14 | 20.14 | 19.77 |
| 5                  | Leonardo Fabbri (ITA)   | 20.02  |      | 19.60 | X     | 20.02 | 19.78 | X     | 19.73 |
| 6                  | Carlos Tobalina (ESP)   | 19.69  |      | 19.57 | 19.69 | 19.11 | X     | 19.37 | 19.40 |
| 7                  | Andrei Gag (ROU)        | 19.29  |      | 18.55 | 18.85 | 19.29 | X     | X     | R     |
| 8                  | Tsanko Arnaudov (POR)   | 19.07  |      | X     | 19.07 | X     | X     | X     | X     |
| 9                  | Aliaksei Nichypar (BLR) | 18.93  |      | 18.57 | 18.74 | 18.90 | 18.91 | 18.58 | 18.93 |
| 10                 | Frédéric Dagée (FRA)    | 18.59  |      | X     | X     | X     | X     | X     | 18.59 |